# Ortnamn i Hälsingland
Ortnamn i Hälsingland kan, liksom resten av de svenska ortnamnen, delas upp i naturnamn och kulturnamn. Kulturnamnen är ofta bebyggelsenamn med  efterled där bebyggelsen beskrivs, såsom -by i Hällby och Sörby, och -byn som i Edsbyn. Som beteckning för fäbodar används ofta efterledet -bodarna, till exempel i Bölebodarna. 
Ortnamnen i Hälsingland är, som i alla andra landskap i Sverige, dels osammansatta ortnamn och dels sammansatta. Ett fåtal av de osammansatta ortnamnen är enstaviga som Los och Skog. De allra flesta är tvåstaviga som till exempel Alfta, Hårga och Stocka. Ändelsen -a betecknar ofta pluralis.
Av de sammansatta ortnamnen har de allra flesta två ordled, förled och efterled, som till exempel Bollnäs och Rengsjö, men det finns också namn med tre ordled, som Viksjöfors. 

## Definition av begreppet ortnamn
Ortnamn eller toponymer är namn på geografiska företeelser och ortnamnen kan delas upp i bebyggelsenamn och naturnamn. 
En språkvetenskaplig definition är att "ett ortnamn är ett språkligt uttryck som i en viss namnbrukarkrets är knutet till en bestämd plats".

## Ortnamnskategorier
Alla ortnamn delas upp i två huvudkategorier: naturnamn och kulturnamn. Kulturnamnen kan indelas tre kategorier: ägonamn, bebyggelsenamn och namn på artefakter. 
Naturnamn är namn på vattendrag, sjöar, skogar o.s.v. Ägonamn är namn på mark som används för jordbruk och boskapsskötsel, till exempel åkrar, ängar och hagar. Bebyggelsenamn är namn på tätorter, byar, gårdar, bygder med mera. Artefaktnamn är namn på broar, hamnar, gruvor, gravhögar m.m. Bebyggelsenamn kan vara primära eller sekundära. Primära bebyggelsenamn avser bebyggelse redan från början, till exempel de som slutar på -by eller -byn (som Tyby och Edsbyn).  
Sekundära bebyggelsenamn har inte från början betecknat bebyggelse, utan har ursprungligen varit naturnamn, ägonamn eller artefaktnamn. Exempel på sådana ortnamn i Hälsingland är Bergvik, Iggesund, Roteberg med flera.

## Ortnamnet Hudiksvall
År 1560 skrevs Hoffvidvickzvaldh, vilket i sig har bynamnet Hudik, som ursprungen bestod av ordet Huvudvik, vilket är ett namn på nuvarande Lillfjärden. Efterledet vall åsyftar vall = "grässlänt". Namnet betyder Hudiks del av vallen.

## Typiska ortnamnsled och ortnamnsändelser i Hälsingland

### Ortnamnsförled med trädanknytning
- En- finns bland annat i Enånger.
- Tall- finns i Tallåsen.

### Ortnamnsefterled som betecknar bebyggelse

bo

sta

- -arv, -arven betyder 'arvejord, ärvd jordegendom' och motsvarar det i Dalarna använda efterledet -arvet och på Gotland är motsvarande efterled -arve. I Hälsingland är -arv en förkortad form av ett ursprungligt -arven eller -arvet. På -arv slutar Bondarv (Bonarffuen 1512) och Vitterarv (Wettrwafuidh 1535), medan Ingesarven och Risarven slutar på -arven. [7]
- -bo  med betydelsen bygd. I Hälsingland har tre sockennamn denna betydelse: Delsbo, Hanebo och Norrbo socknar.[8]
- -bo, -boda kan i Hälsingland ofta syfta på bodland. Ett bodland var en sorts filial till en gård. Bodlandet hade ett ganska fullständigt jordbruk med ängsmarker och små åkrar. Man vistades vid bodlandet under den varma årstiden och under tiden stod hemgården tom. Från tidig medeltid och framåt har man tagit upp sådana bodland. På 1800-talet blev dessa gårdar permanent bebodda och blev fristående, skattelagda hemman. De allra flesta hälsingska ortnamn på -bo eller -boda finns i norra delen av landskapet och har sitt ursprung i företeelsen bodland.  En del av ortnamnen på -boda har ett förled som kommer av ett mansnamn. Exempel på dessa namn är Glössbo (Glopsbodhum 1314, Ilsbo (Igelstzbodha 1535). Andra namn kommer av namnet på en sjö som de finns vid. Exempel är Grängsbo (Grenixbodha 1535) som ligger vid sjön Grängen och Lingbo (Lingabodher 1436) som ligger vid sjön Lingan. Det finns också namn som har ord för terrängförhållanden som förled, som Hällbo (Hellebodha 1535), Sibo (Sideboda 1535, av si(d)) 'lågt liggande, vattensjukt ställe'). En del förled är ägonamn som i Ängebo. Även fäbodar har fått namn på -boda(rna).[9]
- -bodarna betecknar  fäbodvall  och dessa namn har under lång tid, fram till 1700-talet, varit vanliga som fäbodnamn och som sådana dominerar de i den södra delen av landskapet. Exempel: Bölebodarna och Gammelbodarna.[10]
- -by, -byn har ursprungligen sannolikt betytt 'boplats, bebyggelse', som den senare betydelsen 'gård, by' har utvecklats från. I Hälsingland finns bland annat Närby och Tyby samt Edsbyn, Näsbyn och Tunbyn.[11]
- -böle betyder 'nyodling, nybygge' och härstammar från medeltiden. Exempel: Kårböle och Österböle.[12]

ånger

- -sta förekommer, förutom i Hälsingland, i Ångermanland, Jämtland, Medelpad, Gästrikland och i Svealand. I Götaland skrivs efterledet som -stad. Ofta översätts -sta som 'boplats', men det har även föreslagits att -sta har en ägobetecknande funktion.[13] Ortnamnen på -sta är den viktigaste förhistoriska bebyggelsenamnstypen i Hälsingland.[14] De flesta sta-namnen i Hälsingland finns i trakterna runt Hudiksvall; i kusttrakterna och upp efter Ljusnans dalgång. Det finns ett klart samband mellan områdets fasta fornminnen och sta-namnen. Detta samband visar var järnålderns bosättningar har funnits.[13] Namn med efterledet -sta är Frägsta, Malsta, Rogsta, Rolfsta och Trogsta.[15]
- -torp I Hälsingland saknas äldre namn på -torp. Men ordet torp har funnits i språket, och därför har sådana namn kunnat bildas långt in i senare tid. Dessa torp är småbebyggelse som soldattorp och backstugor. Brotorp i Norrala socken, Ljungstorp i Arbrå socken, Motorp i Färila socken och Smedstorp i Idenors socken är exempel på sådan bebyggelse.[16]
- -vallen betecknar  fäbodvall. -vallen blev ett mycket vanligt fäbodnamn under 1700-  och 1800-talet och dominerar som fäbodnamn i de nordöstra delarna av landskapet.  Exempel: Hjortstavallen och Svedbovallen.[10]
- -ånger betecknar (havs)vik. I Hälsingland finns Enånger, Harmånger, Lönnånger och Njutånger.
- -änge, -äng finns oftast i inlandet. Namnen är ursprungligen namn på ägor. När befolkningen har ökat har även ägomark, som t.ex. ängar börjat bebyggas. I Hälsingland har formen änge varit dominerade. De ortnamn på -äng som numera finns, har en gång haft efterledet -änge. Exempel på -änge: Edänge, Ladänge, Öränge. Exempel på -äng: Källeräng (Tieneränge 1535), Onsäng (Ondzänge 1542), Strandäng (Strandenghe 1535).[17]

### Ortnamnsefterled som betecknar bruksorter och industrier
- -bruk betecknar järnbruk. Ett sådant var Strömsbruk. 1672 fick faktorn vid Söderhamns gevärsfaktori Hans Behm ett privilegiebrev för att uppföra  ett järnbruk vid Ström i Harmångers socken. Tllståndet gällde masugn med hammare och två härdar. Någon masugn uppförde Behm inte, utan bara hammare och två härdar. Fram till 1889 pågick järnbruksrörelsen vid Strömsbruk. I slutet av maj det året lades  räckhammarsmidet ner. Ett par månader senare upphörde även smältsmidet.[18]
- -fors betecknar läge vid en fors. Vanligtvis hade denna fors stor betydelse för mänsklig verksamhet på platsen, för att den tillhandahöll den vattenkraft som behövdes för att någon industri skulle kunna sättas igång. Exempel: I Annefors anlades år 1781 ett järnbruk.[19] I Kilafors grundades ett järnbruk 1825.[20] I Nianfors var i början av år 1797 det nyanlagda järnbruket i det närmaste färdigt att tas i drift, och bestod då av en smedja med en stångjärnshammare av vallontyp med två härdar (privilegierat till 1000 skeppspund smide) samt en kvarn och en såg. Vattnet från Nianån utnyttjades.[21] I Ullungsfors etablerades år 1840 Edsbyns och hela socknens första industri, smedjan eller spikbruket som det kallades.[22] I Viksjöfors fanns från mitten av 1800-talet ett manufakturverk[23].

### Ortnamnsefterled som betecknar berg
- -klack betyder 'bergsklack'. Exempel: Hyboklack, Järvsöklack och Ygsklack.[8]
- -klitten, dialektal form av 'klinten' som finns på några platser i Hälsingland.[8]   Exempel: Lenaboklitten, Lillöjungsboklitten och Tovaboklitten.

#### Ortnamnsändelser
- -a är en vanlig pluraländelse i svenska ortnamn.[1]

I vissa områden är -e vanligare, till exempel på Gotland, i Bohuslän, i vissa delar av Värmland (till exempel Sunne) i Härjedalen Hede ((ii) Hedha sokn 1397) och Jämtland (Stavre). I Hälsingland är pluraländelsen -a, i till exempel Forsa ((de) Forsum 1312), Hårga ((de) Horghum 1324)  och Borka (Börkom 1542).
- -an är en ändelse för bland annat vattendrag. I Hälsingland har några vattendragsnamn sådana ändelser: Andan, Ljusnan, Svågan och Voxnan.

## Ortnamn som påminner om hednisk kult
I Hälsingland finns ortnamnen Vi, med betydelsen hednisk kultplats, i fem socknar: Delsbo, Hälsingtuna, Idenor, Ljusdal och Trönö. Dessa platser som hade ortnamnet Vi var under hedendomen centralorter i sina respektive bygder. Namnen Norrala och 
Söderala har haft tolkningen att de skulle innehålla ett utdött ord som skulle vara en motsvarighet till gotiskans ahls 'tempel, helgedom', men troligen har de båda hälsingska namnen en helt annan förklaring.